# Визи-стрит, 200
Визи-стрит, 200 (англ. 200 Vesey Street) — небоскрёб в составе офисного комплекса Брукфилд-Плейс на Манхэттене. До 2014 года назывался Всемирным финансовым центром 3.
Архитектурный проект здания был разработан объединением Cesar Pelli & Associates. Небоскрёб возводился с 1983 по 1985 год. Владельцем небоскрёба, как и всего комплекса, является компания Brookfield Office Properties, ведущая операции с недвижимостью. В здании расположена штаб-квартира компании American Express. До атак 11 сентября в небоскрёбе также располагались офисы банка Lehman Brothers. В результате разрушения ВТЦ они оказались сильно повреждены, и банк передислоцировал офисы в Мидтаун. Компания же American Express возобновила свою деятельность в этом здании, но лишь в апреле 2002 года. Катастрофического коллапса зданию удалось избежать благодаря стальным рамным конструкциям, использованным при его строительстве.
Высота здания составляет 225 метров, в нём насчитывается 51 этаж, а совокупная площадь помещений — 195 000 м². Небоскрёб сообщается с другими зданиями финансового центра через внутренний двор в атриуме Зимнего Сада.

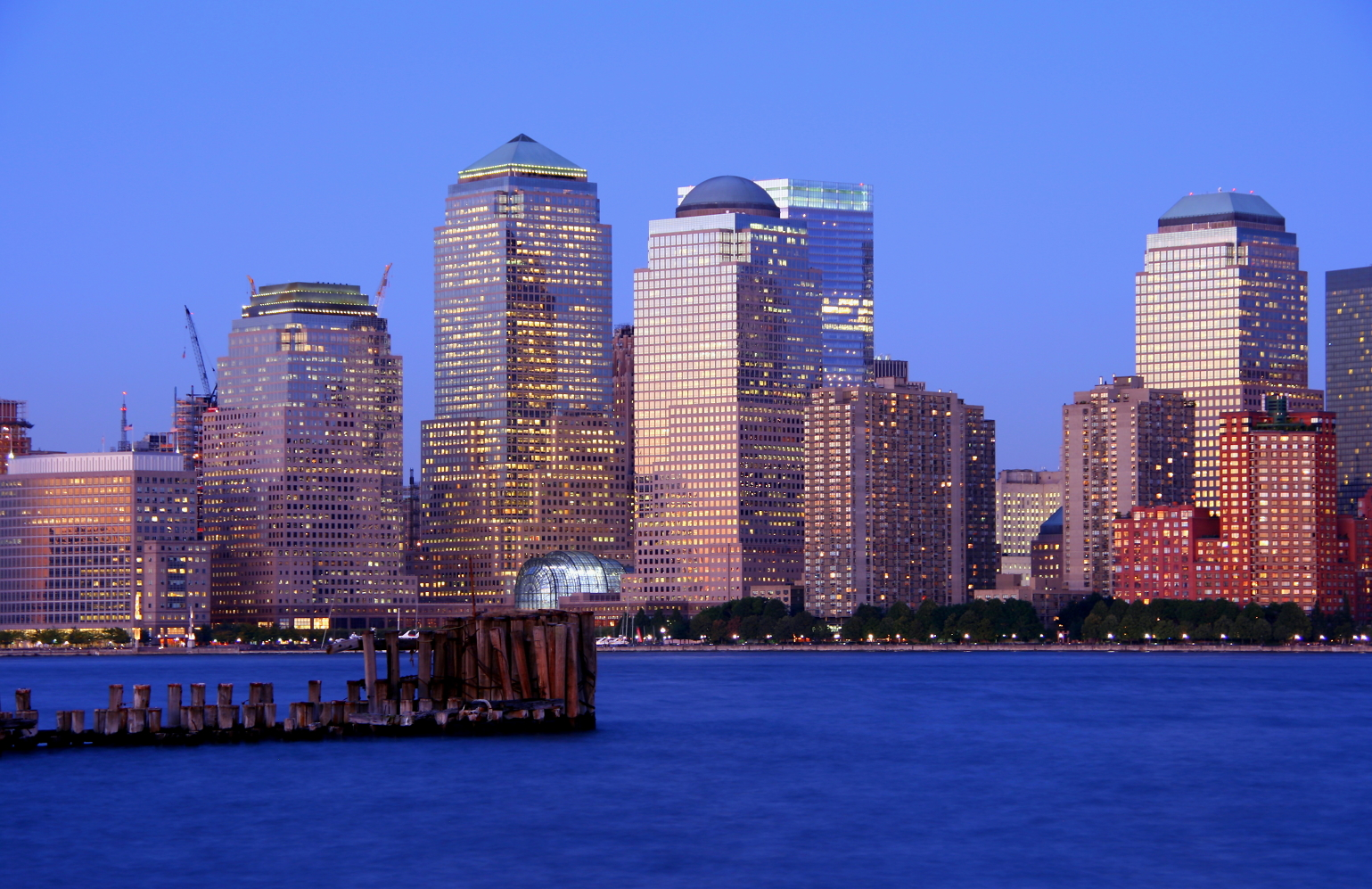
Брукфилд-Плейс в сентябре 2007 года. Здание 3 — самое высокое здание в комплексе
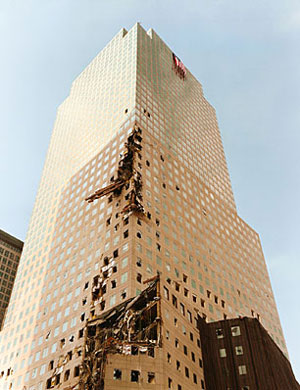
Повреждения, вызванные разрушением башен ВТЦ